# تخمير الحب
تخمير الحب (بالكورية: 취하는 로맨스) هو مسلسل تلفزيوني كوري جنوبي، من بطولة كيم سي-جيونغ، لي جونغ-وون، شين دو-هيون بايك سونغ-تشول. عرض على قناة ENA في 4 نوفمبر الى 10 ديسمبر 2024، بث كل يومي الإثنين والثلاثاء الساعة 22:00 (KST). تم إصداره أيضًا في وقت واحد على Genie TV.

## ملخص
يصور المسلسل الرومانسية المثيرة بين يونغ جو (سي-جونغ)، ملكة المبيعات في شركة مشروبات كحولية والتي تخفي مشاعرها بشكل طبيعي، والرئيس التنفيذي لمصنع جعة يدعى مين جو (لي جونغ-وون).

## طاقم
- كيم سي جونغ في دور تشاي يونغ جو.[5]

ملكة المبيعات الأسطورية في شركة مشروبات كحولية.
- لي جونغ-وون في دور يون مين جو.[5]

مالك مصنع جعة الذي أحدث ثورة في صناعة المشروبات الكحولية.
- شين دو هيون بدور بانغ أ-ريوم.[6]

المشهورة بجمالها بشركة، وعي بقسم فريق التخطيط لشركة المشروبات الكحولية.
- بايك سونغ-تشول في دور أوه تشان هوي.[7]

صديق مقرب لـ تشاي يونغ جو، يقود شاحنة الخبز المحمص ويسافر في جميع أنحاء البلاد.

## المشاهدات
| الموسم | الموسم | رقم الحلقة | رقم الحلقة | رقم الحلقة | رقم الحلقة | رقم الحلقة | رقم الحلقة | رقم الحلقة | رقم الحلقة | رقم الحلقة | رقم الحلقة | رقم الحلقة | رقم الحلقة | المتوسط |
| الموسم | الموسم | 1          | 2          | 3          | 4          | 5          | 6          | 7          | 8          | 9          | 10         | 11         | 12         | المتوسط |
| ------ | ------ | ---------- | ---------- | ---------- | ---------- | ---------- | ---------- | ---------- | ---------- | ---------- | ---------- | ---------- | ---------- | ------- |
|        | 1      | 351        | 422        | 404        | 451        | 337        | 419        | 410        | 375        | 341        | 321        | 361        | 347        | 378     |

| الحلقات | تاريخ البث     | تقييمات نيلسن كوريا | تقييمات نيلسن كوريا |
| الحلقات | تاريخ البث     | على الصعيد الوطني   | سول                 |
| ------- | -------------- | ------------------- | ------------------- |
| 1       | 4 نوفمبر 2024  | 1.876%              | 1.868%              |
| 2       | 5 نوفمبر 2024  | 2.025%              | 1.807%              |
| 3       | 11 نوفمبر 2024 | 1.815%              | 1.791%              |
| 4       | 12 نوفمبر 2024 | 2.145%              | 2.021%              |
| 5       | 18 نوفمبر 2024 | 1.484%              | 1.415%              |
| 6       | 19 نوفمبر 2024 | 1.947%              | 2.100%              |
| 7       | 25 نوفمبر 2024 | 1.890%              | 1.802%              |
| 8       | 26 نوفمبر 2024 | 1.799%              | 1.676%              |
| 9       | 2 نوفمبر 2024  | 1.826%              | 1.675%              |
| 10      | 3 نوفمبر 2024  | 1.678%              | 1.456%              |
| 11      | 9 ديسمبر 2024  | 1.648%              | 1.688%              |
| 12      | 10 ديسمبر 2024 | 1.774%              | 1.521%              |
| متوسط   | متوسط          | 1.826%              | 1.735%              |

## الإنتاج
المسلسل من إخراج كيم سيون-هو أعماله اقتراح عمل (2022)، وكتابة لي جونغ-شين، ومن تخطيط كي تي استوديو وانتاجه من قبل شركة SBS التابعة استوديو إس.

## روابط خارجية
- الموقع الرسمي
 (بالكورية)
- تخمير الحب على موقع IMDb (الإنجليزية)
- تخمير الحب على موقع فيلمافينيتي (الإسبانية)
- تخمير الحب على موقع قاعدة بيانات الفيلم (الإنجليزية)
- تخمير الحب على هانسينما